# سد كيتسوكا
سد كيتسوكا هو سد جاذبية يقع في محافظة شيمانه في اليابان. يستخدم السد لإنتاج الطاقة. تبلغ مساحة مستجمعات المياه في السد 62 كيلومترًا مربعًا. يحجز السد حوالي 20 هكتارًا من الأرض عندما يمتلئ ويمكنه تخزين 2526 ألف متر مكعب من المياه. بدأ بناء السد في عام 1959 واكتمل في عام 1961. 